# Garagoa
Garagoa là một thị xã và đô thị của Colombia, thuộc Boyacá Department. Thị xã nà có diện tích 150 km², nằm ở độ cao 1750 m trên mực nước biển. Đây là thủ phủ tỉnh Neira. Năm 1993, thị xã có dân số 16.363 người. Thị xã cũng là lỵ sở của giáo phận Garagoa Công giáo.
Garagoa được lập bởi trung úy Gonzalo Jimenez de Quesada năm 1539, và có tư cách đô thị năm 1809.